# Lou Gold & His Orchestra
Lou Gold & His Orchestra war eine US-amerikanische Band der 1920er Jahre.

## Leben und Wirken
Der Pianist Lou Gold spielte mit seinem Orchester frühen Jazz, Tanzmusik und Novelty Songs wie Clap Yo’ Hands, Do Do Do (1926), Skadatin-Dee (Just a Funny Sound and a Melody) (1928), Scrappy Lambert My Kinda Love (1929) When it's Springtime in the Rockies oder That Little Boy Of Mine (1931, mit dem Bandvokalisten Smith Ballew) für Label wie  Banner, Cameo, Crown, Harmony, Imperial, Perfect und Romeo ein, teilweise unter Pseudonymen wie Rex King & His Sovereigns. Am 17. Januar 1927 spielte er als Lou Gold & His Melody Men die erste Version von Ain’t She Sweet ein (Silvertone #5033); der Song The Varsity Drag (1927) fand in der Verfilmung des Musicals Good News (1930) Verwendung.
1929 begleitete Gold mit seiner Band Irving Kaufman (Louise, 1928), Gladys Rice und Franklyn Baur. Zu den Solisten in seinem Orchester gehörte der Banjospieler Ralph Dexter. Aus dem Gold-Orchester ging in den 1930er Jahren das Latin-Orchester Don Carlos and His Rumba Band hervor. Gold wirkte zwischen 1925 und 1930 im Bereich des Jazz bei 21 Aufnahmesessions mit. Die Aufnahmen des Orchesters wurden 2009 auf der CD It’s Tight Like That veröffentlicht.